# Marius Eriksen (1886–1950)
Emil Marius Eriksen (Arendal, 1886. december 9. – Oslo, 1950. szeptember 14.) olimpiai bronzérmes norvég tornász.
Az 1912. évi nyári olimpiai játékokon tornában svéd rendszerű összetett csapatversenyben bronzérmes lett.
Két fia, Marius Eriksen és Stein Eriksen szintén olimpikonok voltak, de téli olimpián, alpesi síben.
Klubcsapata az Oslo Turnforening volt.